# Дибровинцы
Дибровинцы (укр. Дібровинці) — село на Украине, находится в Оратовском районе Винницкой области.
Код КОАТУУ — 0523182202. Население по переписи 2001 года составляет 379 человек. Почтовый индекс — 22645. Телефонный код — 4330.
Занимает площадь 1,914 км².

## Адрес местного совета
22644, Винницкая область, Оратовский р-н, с. Кошланы, ул. Ленина, 15